# Mariska
Mariska is een Hebreeuwse meisjesnaam die is afgeleid van de naam Maria. De naam heeft meerdere betekenissen, waaronder: bitter, bedroefd, rebels, geliefd en ster van de zee.

## Bekende naamdraagsters
- Mariska Ady, Hongaars schrijver en dichter, nicht van Endre Ady
- Mariska Bauer, Nederlandse presentatrice
- Mariska Blommaert, Vlaamse presentatrice en actrice
- Mariska Hargitay, Amerikaanse actrice, bekend van Law & Order: Special Victims Unit
- Mariska Hulscher, presentatrice
- Mariska van Kolck, presentatrice en theateractrice
- Mariska Kramer-Postma, Nederlandse triatleet en duatleet
- Mariska de Mie, schaakster
- Mariska Overman, schrijfster
- Mariska Veres, zangeres, bekend van Shocking Blue